# Чаславський сейм
Чаславський сейм — зібрання, що проходило за ініціативою празького магістрату з 3 по 7 червня 1421 р. у костелі Св. Петра і Павла в Чаславі. Відбувся після невдалого для Папи другого хрестового походу проти гуситів.

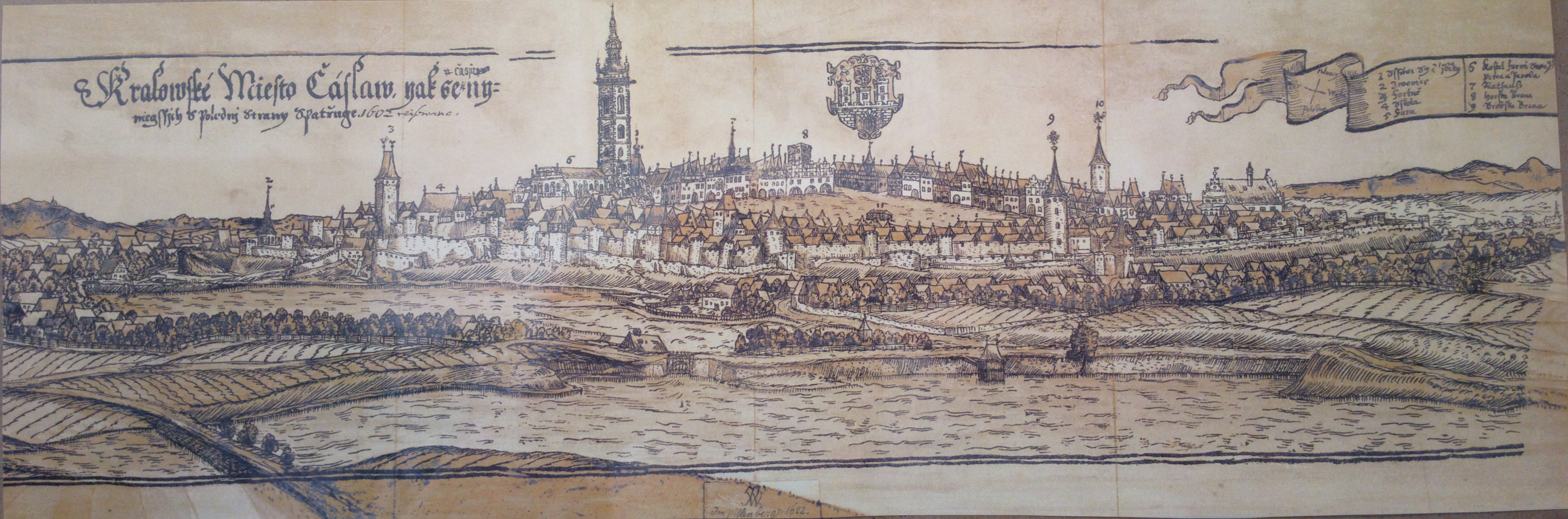
Часлав

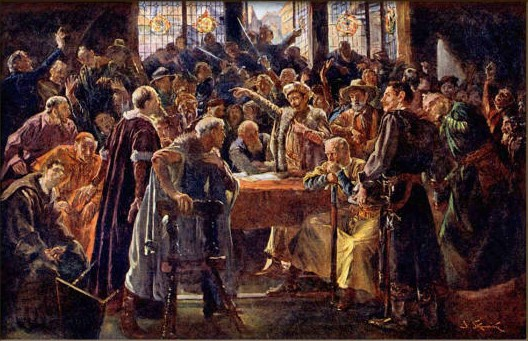
Чаславський сейм у червні 1421 р. Худ. Ян Скрамлік

На сейм прибули представники імператора Сигизмунда, празький архієпископ Конрад, багато католицьких панів.
Головними його підсумками були:
- проголошення т. зв. Чотирьох празьких статей законом, який поширюється на всю територію Чеського королівства;
- позбавлення Сигизмунда спадкових прав на чеський королівський престол;
- обрання «тимчасового уряду» з 20-ти осіб для вибору нового короля[1].